# Pinturicchio
Pinturicchio, původním jménem Bernardino di Betto (1454, Perugia – 1513, Siena) byl italský renesanční malíř proslulý svými freskami.

## Život
Jeho učitel byl pravděpodobně Perugino, kterému Pinturicchio pomáhal kolem roku 1480 při výzdobě Sixtinské kaple. Někdy je za jeho mistra ovšem označován též Fiorenzo di Lorenzo.
Přezdívka Pinturicchio značí „malý malíř“, což má v italštině význam také „mazal“, ale v jeho případě šlo o odkaz na jeho malou postavu. On sám se k přezdívce hlásil a podepisoval jí některé své obrazy.
Mezi jeho nejvýznamnější díla patří výzdoba šesti místností rezidence Borgiů (Appartamenti Borgia) ve Vatikánském paláci. Podílel se rovněž na freskové výzdobě katedrály v Orvietu, která se ovšem nedochovala, byla zničena při přestavbě v roce 1700.
Téměř celý svůj život prožil ve městě Siena, byl zde i městským radním.

## Galerie

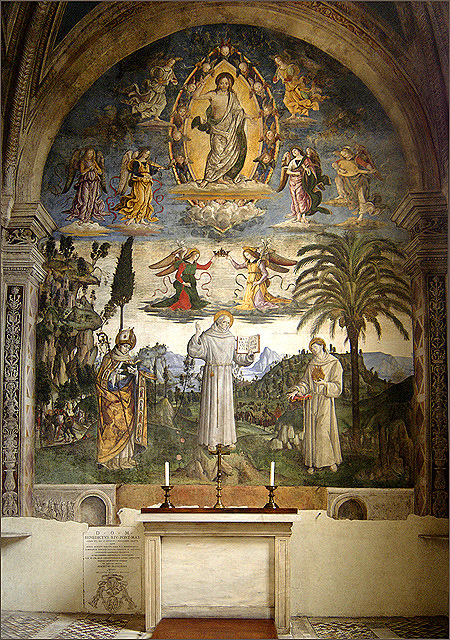
Freska v bazilice Panny Marie na oltáři nebes v Římě
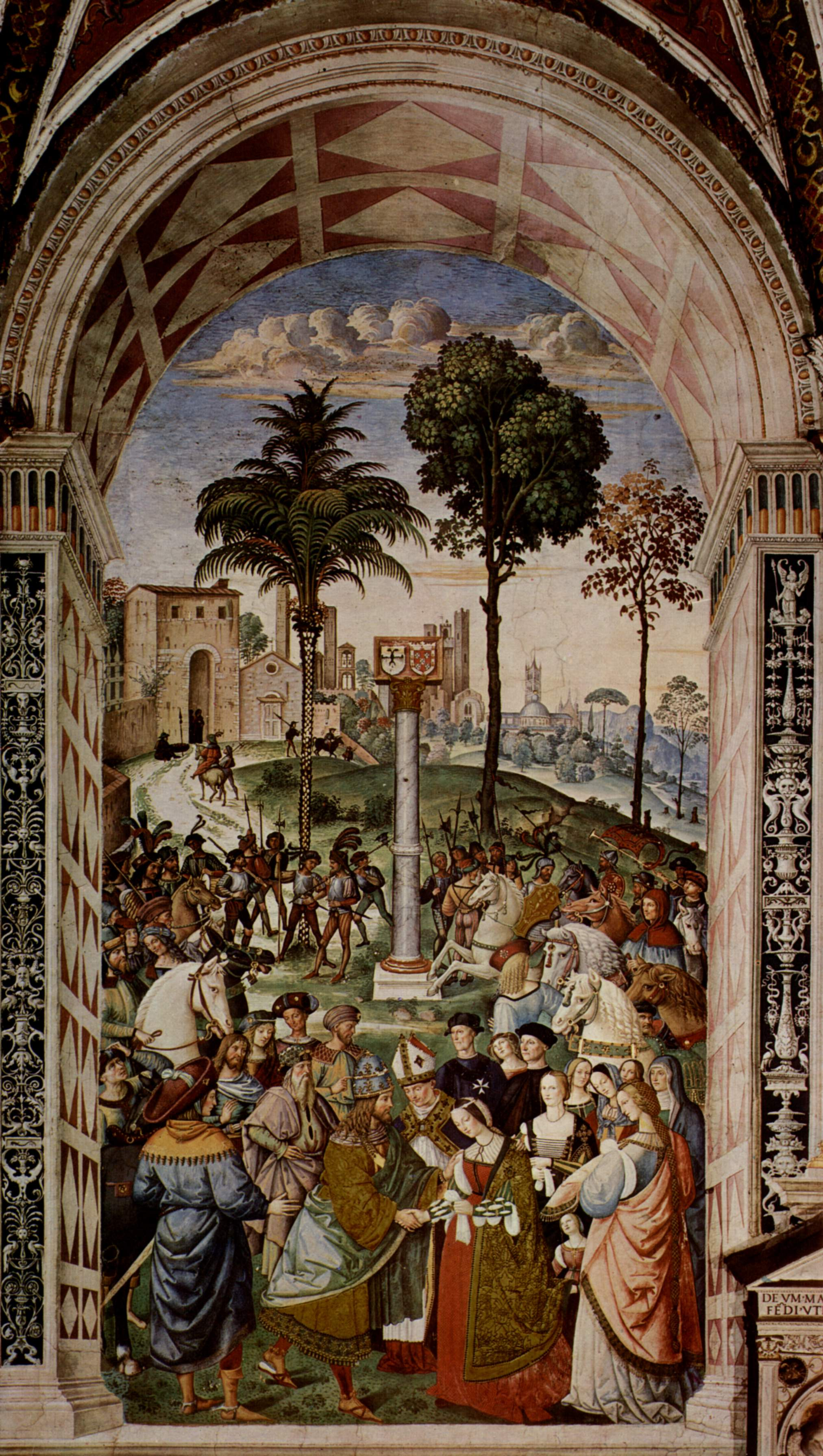
Freska v katedrále v Sieně
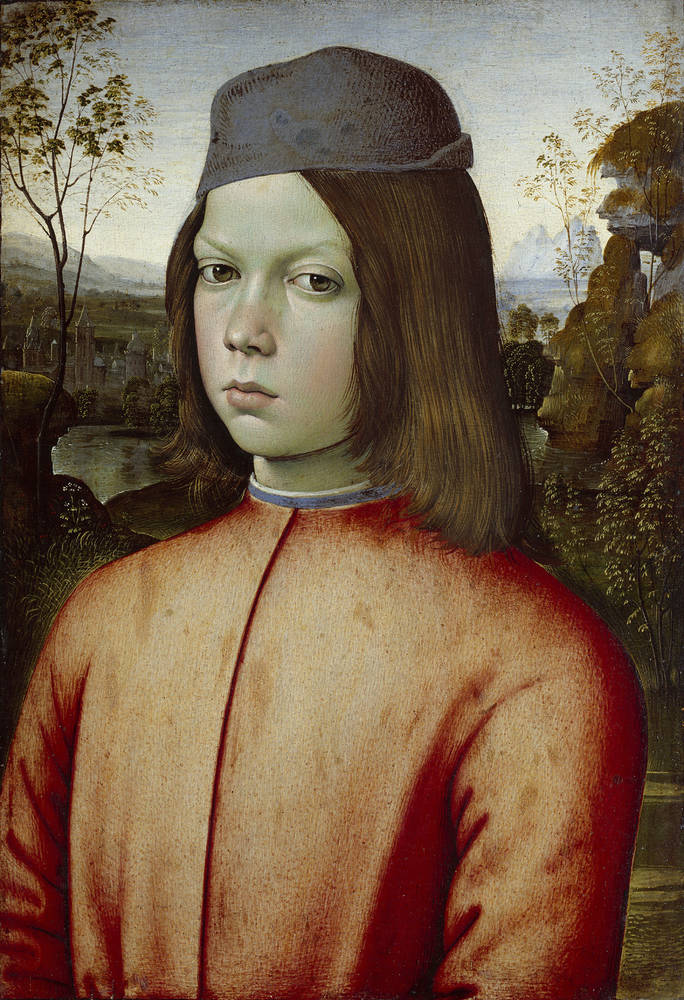
Portrét chlapce
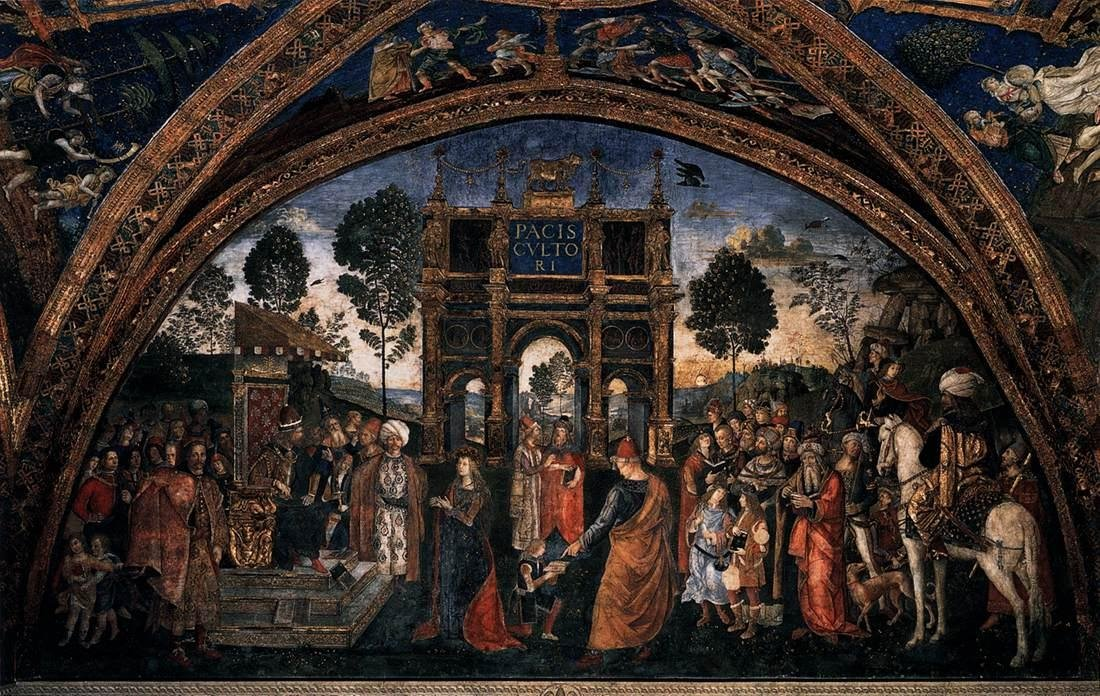
Freska v Appartamenti Borgia ve Vatikánském paláci